# Amazon Games
Amazon Games (раніше Amazon Game Studios) — це американська компанія, головним бізнесом якої є видавництво відеоігор, створених у відділах розробки компанії; а також вона є підрозділом компанії онлайн-торгівлі Amazon.

## Історія
У 2011 році Amazon відкрив Amazon Appstore і почав наймати розробників мобільних соціальних ігор. У 2012 році Amazon Game Studios випустила Living Classics, соціальну гру для Facebook.
Компанія Amazon вперше оголосила про створення комп'ютерних ігор у 2014 році. Amazon найняв Кім Свіфт (Portal, яка згодом перейшла до Microsoft Games Studios), Клінта Хокінга (Far Cry 2) і розробників, які раніше працювали над System Shock 2. Amazon прагнув створювати ігри, що відповідають галузевим стандартам малих і великих команд, які створюють казуальні та AAA ігри відповідно. Amazon Game Studios хотіла створити команди з кількістю від п'яти до тридцяти людей, які б працювали над іграми терміном від року до 18 місяців, зосереджуючись на «креативності» та «майстерності», незалежно від того, чи це жанр для дітей чи запеклих геймерів. Віце-президент студії Майк Фраззіні хотів створювати такі проєкти, як Minecraft, The Walking Dead і The Room. Студія також хотіла, щоб розробники розвинули своє апаратне забезпечення у напрямку хмарних сервісів та пристроїв бренду Amazon. Наприклад, розробники можуть перенести обробку на хмарні сервіси Amazon, також завдяки відгукам розробників в Amazon Fire TV було збільшено розмір пам'яті. Багато розробників покинули компанію протягом року після заснування компанії. Amazon Game Studios випустила низку мобільних ігор, у тому числі гру жашів Lost Within.
Через два роки після оголошення себе студією, у вересні 2016 року на TwitchCon студія представила свої перші три ігри для ПК: Breakaway, Crucible і New World. Breakaway — це командна бійка, у якій дві команди з чотирьох осіб борються, щоб довести м'яч до воріт суперників. Гра була розроблена для тісної інтеграції з Twitch, стрімінговим сервісом, який Amazon придбав у 2014 році. Amazon Game Studios оголосила про скасування Breakaway у березні 2018 року. Crucible — це гра для 12 учасників, заснована на класах персонажа, у якій гравці змагалися за те, щоб залишитися останнім вижившим. Crucible був запущений у травні 2020 року, але також був скасований пізніше того ж року, причому Relentless Studios послалася на «неможливість побачити стійке майбутнє» як причину. New World — це багатоосібна гра-пісочниця на тему надприродної колоніальної Америки. Гравці можуть створювати поселення, битися один з одним або битися з монстрами в ігровому світі. Crucible було запущено 20 травня 2020 року, тоді як New World було випущено 28 вересня 2021 року після того, як гру вже двічі переносили: спершу на 10 липня 2020 року, а потім на 31 серпня 2021 року.
У серпні 2018 року Крістоф Хартманн, співзасновник видавництва відеоігор 2K Games — дочірньої компанії Take-Two Interactive — став новим віце-президентом Amazon Game Studios під керівництвом Майка Фраззіні.
У червні 2019 року, під час тижня E3, було оголошено про масове звільнення робітників компанії. Наразі невідомо, скільки людей постраждало. Однак «кілька» неанонсованих проєктів були скасовані.
З середини 2019 року компанія брала участь у розробці MMO The Lord of the Rings з компанією Leyou. Однак у квітні 2021 року, після того, як Tencent придбала Leyou у грудні 2020 року, контрактні суперечки між Amazon і Tencent змусили Amazon скасувати подальшу розробку гри.
Компанія має три відділи розробки ігор: у Сан-Дієго, Сіетлі та Орандж Каунті. У березні 2021 року Amazon відкрила нову студію розробки в Монреалі, Квебек, яку очолили колишні учасники Ubisoft Montreal за Rainbow Six: Siege, Люк Бушар, Ксав'є Маркіз, Александр Ремі та Ромен Рімох.
Під час великого витоку вихідного коду Twitch у жовтні 2021 року стало відомо, що Amazon Games працює над конкурентом Steam під кодовою назвою «Vapor».
New World був запущений 28 вересня 2021 року, було досягнуто 707 000 одночасних гравців у день запуску. Максимальна кількість одночасних гравців досягла трохи більше 913 тис. у Steam, завдяки чому New World опинилася в топ-5 ігор із найбільшою кількістю гравців на цій платформі.
Lost Ark — це багатоосібна онлайнова рольова гра-екшен (MMOARPG), розроблена Tripod Studio та дочірньою компанією Smilegate Smilegate RPG. Гра була повністю випущена у корейському регіоні 4 грудня 2018 року. Вона також була випущена в Північній Америці, Південній Америці та Європі 11 лютого 2022 року студією Amazon Games. В межах двадцяти чотирьох годин після релізу вона стала другою за популярністю грою в Steam.
22 вересня 2021 року Amazon Games оголосила про публікацію нової гри від розробника ігор Glowmade. Штат Glowmade, що базується в Гілдфорді, включає ветеранів Lionhead Studios. Ця гра для Amazon стане новим IP, зосереджуючись на кооперативній онлайн-грі.
У березні 2022 року глава студії Майк Фраззіні пішов у відставку.
У квітні 2023 року віце-президент Amazon Games Крістоф Гартманн письмово повідомив про звільнення приблизно 100 співробітників у відділі відеоігор.

## Ігри
| Рік              | Назва                       | Розробник(и)                                   | Платформа(и)                                                        |
| ---------------- | --------------------------- | ---------------------------------------------- | ------------------------------------------------------------------- |
| 2010             | Airport Mania: First Flight | Reflexive Entertainment South Wind Games       | Amazon Appstore                                                     |
| 2011             | Airport Mania 2: Wild Trips | Reflexive Entertainment South Wind Games       | Amazon Appstore                                                     |
| 2012             | Air Patriots                | Reflexive Entertainment                        | Amazon Appstore                                                     |
| 2012             | Simplz: Zoo                 | Reflexive Entertainment                        | Amazon Appstore                                                     |
| 2012             | Lucky's Escape              | Reflexive Entertainment                        | Amazon Appstore                                                     |
| 2012             | Living Classics             | Amazon Game Studios                            | Facebook                                                            |
| 2014             | To-Fu Fury                  | Amazon Game Studios                            | Amazon Appstore, iOS App Store                                      |
| 2014             | Tales From Deep Space       | Amazon Game Studios                            | Amazon Appstore                                                     |
| 2014             | Sev Zero                    | Amazon Game Studios                            | Amazon Appstore, Google Play, iOS App Store                         |
| 2014             | The Unmaking                | Amazon Game Studios                            | Amazon Appstore                                                     |
| 2015             | Lost Within                 | Amazon Game Studios                            | Amazon Appstore, iOS App Store                                      |
| 2015             | Til Morning's Light         | Amazon Game Studios WayForward                 | Amazon Appstore                                                     |
| 2018             | Лігво дракона               | Amazon Game Studios Сіетл                      | Розширення Twitch                                                   |
| 2019             | The Grand Tour Game         | Amazon Game Studios Сіетл                      | PlayStation 4, Xbox One                                             |
| 2021             | Новий Світ                  | Amazon Games Orange County, Relentless Studios | Windows                                                             |
| 2022             | Lost Ark                    | Рольова гра Smilegate                          | Windows                                                             |
| 2023             | Blue Protocol               | Bandai Namco Studios, Bandai Namco Online      | Windows, PlayStation 5, Xbox Series X/S                             |
| Буде повідомлено | Throne and Liberty          | NCSoft                                         | Windows, PlayStation 5, Xbox Series X/S, Google Play, iOS App Store |
| Буде повідомлено | Проєкт Untitled Tomb Raider | Crystal Dynamics                               | Буде повідомлено                                                    |
| Буде повідомлено | Неанонсований проєкт        | Glowmade                                       | Буде повідомлено                                                    |
| Буде повідомлено | Неанонсований проєкт        | Розривні ігри                                  | Windows, PlayStation 4, PlayStation 5, Xbox One, Xbox Series X/S    |
| Скасовано        | Nova                        | Amazon Game Studios                            |                                                                     |
| Скасовано        | Intensity                   | Amazon Game Studios                            |                                                                     |
| Скасовано        | Breakaway                   | Amazon Game Studios Orange County              |                                                                     |
| Скасовано        | Crucible                    | Relentless Studios                             | Windows                                                             |
| Скасовано        | Lord of the Rings MMO       | Amazon Game Studios                            |                                                                     |

## Відділи
Relentless Studios (раніше Amazon Game Studios Seattle) — американська студія розробки відеоігор, яка базується в Сіетлі, штат Вашингтон. Найбільш відома розробкою скасованої гри Crucible у 2020 році.
Amazon Games Orange County (раніше Amazon Game Studios Orange County і Double Helix Games) — американська студія розробки відеоігор, що базується в Ірвайні, Каліфорнія. Найбільш відома розробкою гри New World, яка була випущена у вересні 2021 року.
Amazon Games San Diego (раніше Amazon Game Studios San Diego) — американська студія розробки відеоігор, розташована в Сан-Дієго, Каліфорнія.
Amazon Games Montreal — це канадська студія розробки відеоігор, розташована в Монреалі, Квебек.